# Sesto Campano
Sesto Campano är en ort och kommun i provinsen Isernia i regionen Molise i Italien. Kommunen hade 2 254 invånare (2018).